# Mad Max 2, el guerrer de la carretera
Mad Max 2 és una pel·lícula australiana de ciència-ficció apocalíptica i acció de 1981 dirigida per George Miller i protagonitzada per Mel Gibson. És la seqüela del film de culte Mad Max (1979), i va ser seguida per una altra seqüela, Mad Max, més enllà de la cúpula del tro (1985). Ha estat doblada al català.

## Argument
Un home que s'apropa al final de la seva vida narra el seu records. Parla d'un món de somnis destruïts i mort, producte de l'escassetat de petroli, el qual es va convertir en l'ambició de tots els habitants del planeta. Això va portar a una guerra entre nacions poderoses, la qual va acabar destruint els Estats i institucions, creant un caos generalitzat entre els civils i deixant com a supervivents les bandes de motociclistes, els assassins, els lladres i tots els homes assedegats de violència. Així, han heretat la terra aquells que s'han adaptat a vagar entre deixalles i un sens fi de ciutats que es van convertir en erms, o els qui fossin tan ferotges com per barallar-se per un bidó de gasolina. I per això moltes persones normals, com l'exoficial de la Patrulla Central (MFP) Max Rockatansky (Mel Gibson), van patir-ho. La història de Mad Max continua en un desert completament devastat i desolat.

## Repartiment
- Mel Gibson: « Mad » Max Rockatansky
- Bruce Spence: el pilot de l'autogir
- Vernon Wells: Wez
- Emil Minty: el nen salvatge
- Mike Preston: Pappagallo
- Kjell Nilsson: el senyor Humungus
- Virginia Hey: la dona guerrera
- Max Phipps: Toadie
- Arkie Whiteley: la companya del pilot
- William Zappa: Zetta
- Steve J. Spears: el mecànic
- Syd Heylen: Curmudgeon
- Moira Claux: Big Rebecca
- David Downer: Nathan
- David Slingsby: l'home tranquil
- Harold Baigent: el narrador (veu)

## Producció
Es pot apreciar especialment en la part final de la persecució que aquesta va ser filmada en diferents dies, ja que s'observa amb claredat quan hi ha un canvi de càmera, i el cel passa d'estar ennuvolat a clar.
És destacable l'absència d'efectes de computadora en les escenes d'acció. Tot el que es veu en elles, les acrobàcies, xocs i altres escenes són reals.
Va comptar amb un pressupost de 4 milions de dòlars.

## En la cultura popular
- La pel·lícula ha servit d'inspiració a jocs com Fallout o The Fall: Last Days of Gaia.
- Va ser una de les fonts d'inspiració del manga Hokuto no Ken de Tetsuo Hara, Desert Punk i Buronson. Només amb observar el vestit de Kenshiro o el de Zeed, es poden apreciar semblances amb Max o Wez.

### Crítica
El 2008, la revista Empire classifica la pel·lícula en el 280e lloc de les 500 millors pel·lícules de tots els temps. The New York Times situa la pel·lícula entre les 1000 millors de la història. El 1999, Entertainment Weekly el classifica el 93 en la classificació de les 100 millors pel·lícules de tots els temps, a continuació en 41 lloc en la posada al dia de la classificació l'any 2013.

## Premis i nominacions

### Premis
- Australian Film Institute Awards 1982:
  - Millor director per George Miller
  - Millor direcció artística per Graham Walker
  - Millor vestuari per Norma Moriceau
  - Millor so per Roger Savage, Bruce Lamshed, Byron Kennedy, Lloyd Carrick, Marc van Buuren, Penn Robinson, Andrew Steuart
  - Millor muntatge per Michael Balson, David Stiven, Tim Wellburn, Christopher Plowright i George Miller
- Festival internacional de Cinema fantàstic d'Avoriaz 1982: Gran Premi
- Los Angeles Film Critics Association Awards 1982 : Millor pel·lícula estrangera
- Saturn Awards 1983 : Millor pel·lícula internacional

### Nominacions
- Australian Film Institute Awards 1982:
  - Millor fotografia per Dean Semler
  - Millor música per Brian May
- Premi Hugo 1983 : Millor pel·lícula dramàtica
- Saturn Awards 1983 :
  - Millor actor per Mel Gibson
  - Millor actor secundari per Bruce Spence
  - Millor direcció per George Miller
  - Millor guió per Terry Hayes, Brian Hannant i George Miller
  - Millor vestuari per Norma Moriceau